# 林俊義
林俊義（1938年7月23日—），中華民國生物學家、作家、社會運動參與者、政治人物，民主進步黨籍。著有8卷本《林俊義文集》等書，是台灣環保（反汙染、反核等）社會運動的先行者，培養出林良恭等許多學生。曾任國民大會代表、臺北市政府環境保護局局長、行政院環境保護署署長、駐岡比亞大使、駐英代表等職。

## 生平
曾代表民主進步黨參選立法委員（1989年）、國民大會代表（1991年）、臺中市市長，只有國大代表當選，1993年第十二屆臺中市長選舉與林柏榕的對決是他參與的最後一次選戰，此后輾轉多項政務：陳水扁臺北市市長任內的臺北市政府環境保護局局長、台灣第1次政黨輪替（2000年5月20日）后的首任行政院環境保護署署長、中華民國駐甘比亞大使、中華民國駐英國代表、北美事務協調委員會委員並為主任委員。
擔任首任環保署署長時，曾於2000年5月25日在立法院接受國民黨立委江綺雯質詢時表示 : 「每一個人反核四可能都有不同的理由，他過去反核四是為了反獨裁，現在已經沒有獨裁了，反核四的理想已不存在，但是他還是對核能發電感到憂心。」國民黨的立委李正宗說：「陳水扁總統最欣賞林俊義的地方是因為他反核，但是當了政務官之後，好像態度改變了，說了一個早上，反核的立場似乎改變」，而林俊義則表示：「態度上當然應當有所改變，因為現在與過去的角色不同，不能讓自己的角色混淆。」當時引起社會詫異。

## 選舉

### 1993年台中市長選舉

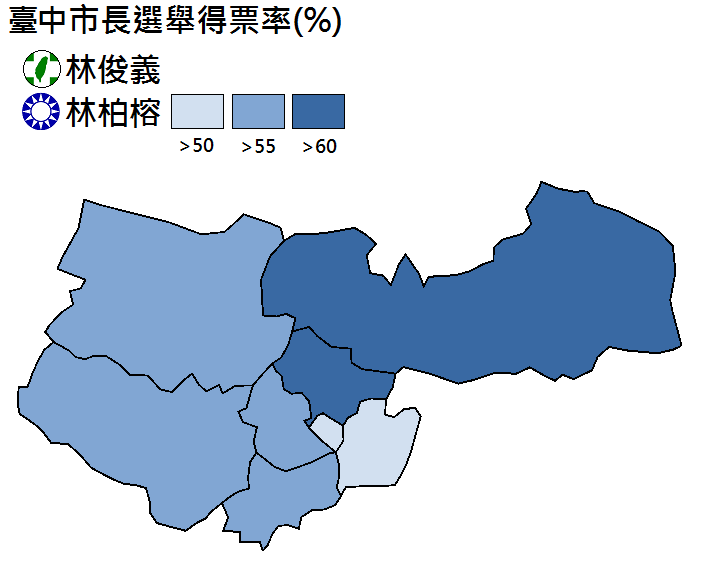
1993年台中市長選舉

| 號次 | 黨籍       | 姓名   | 得票    | 得票率 | 當選 |
| ---- | ---------- | ------ | ------- | ------ | ---- |
| 1    | 民主進步黨 | 林俊義 | 138,289 | 41.87% |      |
| 2    | 中國國民黨 | 林柏榕 | 191,988 | 58.13% |      |